# Linnebjers naturreservat
Linnebjer är ett naturreservat i Södra Sandby socken i Lunds kommun i Skåne bildat 1980, med ny process godkänd 2022.På platsen har också hittats en mesolitisk boplats.
Linnebjer ligger på krönet av Kävlingeåns dalgångs södra sluttning. Namnet Linnebjer kommer från ”lind” och ”berg”. Det består till stora delar av ek- och hasselskog. Ekarna är upp till 160 år gamla.

## Stenåldersboplatsen
I sydvästra delen av reservatet Linnebjär finns en backsluttning. Marken runtomkring består av lättlera. Vid en begränsad utgrävning på södra sidan av backen fann man en boplats från  tidig äldre stenålder. Boplatsen är en aning yngre än Öbacken. Boplatser från denna tid har efter tidigare erfarenhet legat antingen i våtmarksområden eller på sandmarker. Linnebjär  är ett undantag på lerig mark utan våtmark. Fynden från Linnebjär består av skrapor, sticklar, mikroliter, mikrosticklar, och mycket  avfallsprodukter från mikrolitframställningen, en kärnyxa och några fragment av sådana. Materialet från  Linnebjär har sina närmaste paralleller i boplatsfynd från Bornholm och Jylland i Danmark.